# کاغذ پلاستیکی
کاغذ پلاستیکی (به انگلیسی: Plastic paper) از مواد پلاستیکی یا لاتکس تولید می‌شود یا اینکه با پوشش دادن کاغذ معمولی با مواد پلاستیک ساخته می‌شود. هر چند که قیمت آن گران است اما برای تولید محصولات ضدآب، مثل نقشه و کتاب کودکان و غیره کاربرد دارد. جنس آن بسیار زبر و خشن و قابل شستشو ست. چاپ این نوع کاغذ، نیاز به مرکب و تکنیک خاص دارد.